# 青岛康有为故居
36°03′35″N 120°20′03″E / 36.05972°N 120.33417°E
青岛康有为故居，即胶澳总督副官住宅旧址，位于中国山东省青岛市市南区福山支路5号，始建于1899年，为清末民初政治人物康有为晚年在青岛的宅邸。现为青岛市康有为故居纪念馆，为山东省文物保护单位。

## 历史

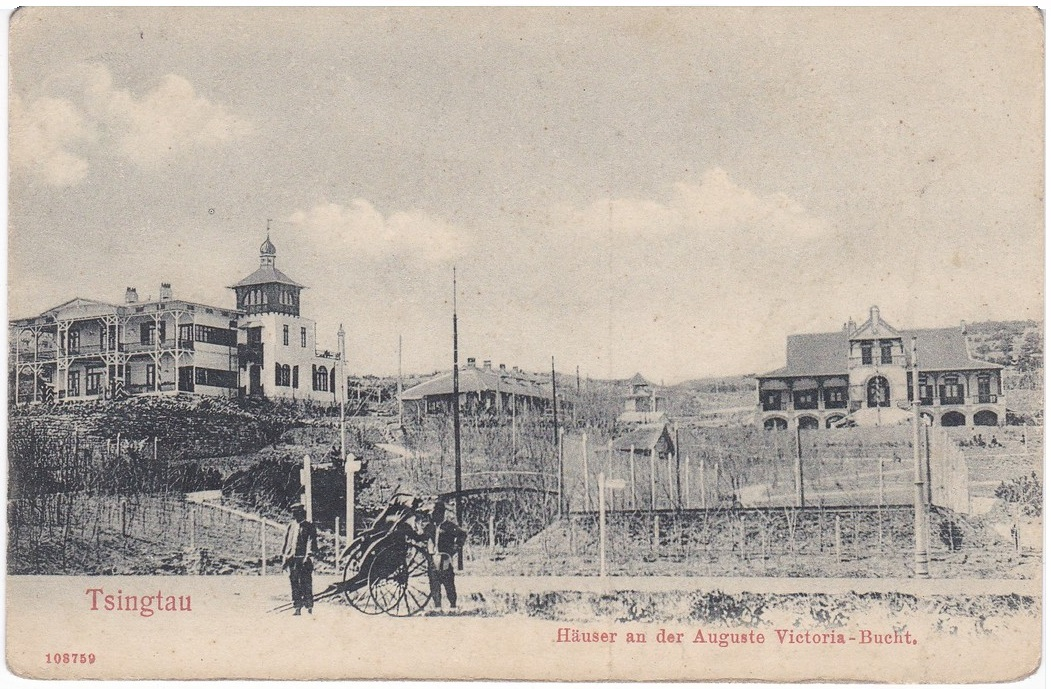
总督副官住宅（右）与总督临时官邸（左），1900年代

康有为故居建于1899年至1900年，最初为1899至1902年任德国胶澳总督副官的海军上尉路易兹·冯·利林克隆男爵（Luiz Freiherr von Liliencron）的住宅，是德国占领青岛后建设的第一批建筑之一。其西侧不远处即为同时期建造的总督临时官邸。利林克隆之后，该住宅的居住者暂不可考。1922年12月北洋政府收回青岛后，该住宅为官产。
康有为第一次到访青岛为1917年10月参与张勋复辟失败后辗转各地避难时，在青岛并未久留。但康有为对青岛的风光印象深刻，称赞“青山绿树，碧海蓝天，中国第一”，又在信件中称：“全岛皆红瓦新楼，无一黑瓦旧宅……恐昔之仙山楼阁亦比不及，诗文不足以形容之。”康有为对青岛的描述被后人概括为“红瓦绿树，碧海蓝天”，成为青岛市常用的城市宣传语。
康有为第二次到访青岛为1923年夏。1923年6月27日，康有为由济南到达青岛，受到时任胶澳商埠督办熊炳琦接待。康有为最初暂居于旅馆中，后因旅馆价格高昂，于同年7月经熊炳琦安排以低价租下总督副官旧宅居住。康有为在家书中称“青岛此屋之佳，吾生所未有”，又在寄给友人的信件中称：“吾今得宅，即德人初得青岛时之旧提督楼。屋虽卑小，而园甚大。望海碧波，仅距百步。”次年，康有为买下该住宅，但契约尚未订妥时，高恩洪接任胶澳商埠督办，康有为多交一万余元才得以买下。康有为迁入新居时适逢溥伟自青岛迁居大连，便将溥伟赠予的家具置于新居内，又将1922年逊帝溥仪赠予的“天游堂”牌匾悬挂于宅内，将新居命名为“天游园”。1925年，康有为将住宅西侧的原总督临时官邸马厩由平房改建为二层住宅。
康有为定居青岛之初，曾创立孔教会，后改名万国道德会，自任会长。又计划在青岛创办大学，并在信件中提到：“吾拟开一所大学于此，就近收到万年兵营为之，亦相距数百步耳。扶杖看云之暇，与天下英雄讲学……”但因兵营中有驻军而作罢，改在上海创办天游学院。在青岛置办住宅后，康有为每年从上海到青岛居住一段时间，收藏字画、古董，在市郊崂山等处游玩、题诗。1927年3月，康有为在上海庆祝七十寿辰后，于3月18日赴青岛。3月29日在山东路（今中山路）粤菜馆英记酒楼赴宴时腹痛，回到住宅后于3月31日凌晨逝世。逝世后葬于青岛。
1949年后，康有为故居成为民居。1982年，青岛市文物管理委员会接到康有为后人信函后，经查找研究，确定福山支路5号为康有为故居。1985年1月25日，该建筑列入第三批青岛市文物保护单位。1986年，青岛市人民政府将楼内3户居民迁出，修缮部分房间后设立康有为故居纪念馆，1987年开放。馆内展出康有为生前书法作品、收藏品及其弟子捐赠的文物、资料等。1994年，因康有为故居楼体年久失修，部分木质结构腐朽、地基移位变型，且纪念馆楼下十余户居民影响开放环境，康有为故居纪念馆闭馆，部分重要文物移至青岛市博物馆保存。
1999年2月27日，青岛市十二届人大第二次会议通过《关于尽快修复并开放康有为故居》的第一号议案。市政府为此拨款750万元，修复方案经论证最终决定为拆除重建。1999年12月至次年1月，楼内住户全部迁出。2000年8月，主体修复工程竣工，9月进行内部装修及布展，10月1日正式对外开放。同年，该建筑列入第一批青岛市历史优秀建筑名单。2006年12月7日，康有为故居列入第三批山东省文物保护单位。

## 建筑特色
康有为故居位于青岛第一海水浴场西侧的山坡上，南临汇泉湾。建筑总面积1118.43平方米，砖木结构，主体建筑3层。地上一层南侧的实墙面中开拱门，作为主入口，其前方为三段露天台阶。主入口两侧采用了青岛早期建筑中常见的木结构敞廊，可用于观赏海景。主入口上方处理为阳台，阳台后方起山墙。屋顶面积较大，造型近似于中式歇山顶，屋顶瓦片最初使用的是中式灰瓦。厨房及附属房间设于主楼后方的附属建筑中。
该建筑整体为德国风格，同时又具有些许中国传统建筑的影响，其造型与1908年建造的北戴河德国驻华公使度假别墅相似。包括该建筑在内的一些青岛早期建筑被认为带有临时应急色彩，其设计体现出建筑范例及城市总体规划的缺乏，原因在于青岛早期城市建设缺乏高水平的建筑师与工匠，建筑师对青岛当地气候缺乏了解也可能是原因之一。
该建筑2000年重建前，正立面的敞廊曾在翻修中砌成开有窗户的砖墙，对建筑原貌破坏较大。

## 图集
- 康有为故居德占时期原貌
- 康有为故居正立面，2011年
- 康有为故居匾额，康有为弟子刘海粟1986年题
- 康有为像
- 康有为书房复原陈列
- 康有为墨宝